# William Aquin Carew
William Aquin Carew (Saint John's, 23 ottobre 1922 – Saint John's, 8 maggio 2012) è stato un arcivescovo cattolico canadese.

## Biografia
William Aquin Carew nacque a Saint John's il 23 ottobre 1922 ed era l'unico maschio dei quattro figli di William J. Carew, CBE KCSS, e Mary Channing.

### Formazione e ministero sacerdotale
Dal 1927 al 1940 venne educato presso il Collegio di San Bonaventura e poi presso il seminario "San Paolo" dell'Università di Ottawa.
Il 15 giugno 1947 fu ordinato presbitero. Poco dopo divenne segretario personale di monsignor Ildebrando Antoniutti, delegato apostolico in Canada. Dal 1950 al 1952 proseguì gli studi presso la Pontificia accademia ecclesiastica a Roma, l'istituto che forma i diplomatici della Santa Sede. Terminati gli studi ritornò a Saint John's dove per qualche mese dal 1952 al 1953 fu segretario dell'arcivescovo Patrick James Skinner.
Nel 1953 ritornò a Roma e fino al 1969 operò presso la Segreteria di Stato della Santa Sede. Diresse dell'ufficio della sezione inglese dal 1963 al 1969 e come tale gestì tutti gli incontri del papa con i capi di Stato e di Governo di lingua inglese.
Il 21 giugno 1963 venne nominato cameriere privato soprannumerario di Sua Santità e l'8 dicembre dell'anno successivo prelato domestico di Sua Santità. Nel gennaio dello stesso anno accompagnò papa Paolo VI nel suo pellegrinaggio in Terra santa e nel 1969 nel suo viaggio apostolico in Uganda. Fece parte della missione papale per il terzo centenario della gerarchia cattolica canadese in Québec nell'ottobre del 1959 e di quella per il quarto centenario dell'evangelizzazione delle Filippine a Cebu nell'aprile del 1965.
Durante la visita di papa Paolo V in Terra santa nel 1964, Carew fece da interprete tra il papa e il patriarca ortodosso Atenagora.

### Ministero episcopale
Il 27 novembre 1969 papa Paolo VI lo nominò arcivescovo titolare di Telde e nunzio apostolico in Burundi e in Ruanda. Ricevette l'ordinazione episcopale il 4 gennaio successivo nella basilica di San Pietro in Vaticano dal cardinale Ildebrando Antoniutti, prefetto della Congregazione per i religiosi e gli istituti secolari, co-consacranti gli arcivescovi Giovanni Benelli, sostituto per gli affari generali della Segreteria di Stato, e Sergio Pignedoli, segretario della Congregazione per l'evangelizzazione dei popoli. Monsignor Carew giunse a Kigali il 28 febbraio 1970 e prestò servizio come nunzio in entrambe le repubbliche per quattro anni e mezzo. Nell'aprile del 1972 venne inviato come inviato straordinario di Sua Santità in una speciale missione nel Bangladesh.
Il 10 maggio 1974 venne nominato pro-nunzio apostolico a Cipro, delegato apostolico a Gerusalemme e in Palestina, con giurisdizione anche su Israele e Giordania e residenza a Gerusalemme, e visitatore apostolico in Grecia. Nello stesso periodo fu anche gran cancelliere dell'Università di Betlemme, superiore ecclesiastico dell'Istituto per studi teologici avanzati di Tantur e della casa dell'ospedale "Abazo" di Gerusalemme.
Il 30 agosto 1983 papa Giovanni Paolo II lo nominò pro-nunzio apostolico in Giappone. Giunse a Tokyo il 18 novembre di quell'anno e presentò le lettere credenziali all'imperatore Hirohito il 30 dello stesso mese. Incoraggiò l'attività del Cammino neocatecumenale nel paese asiatico.
L'11 novembre 1997 papa Giovanni Paolo II accettò la sua rinuncia all'incarico per raggiunti limiti di età. Ritornò quindi nella sua nativa Terranova. Lì fu un grande sostenitore e partecipante del pellegrinaggio penitenziale annuale di Flatrock e presiedette per molti anni la messa del pellegrinaggio.
Morì presso la St. Patrick's Mercy Home di Saint John's l'8 maggio 2012 dopo una lunga malattia all'età di 89 anni. Le esequie si tennero l'11 maggio alle ore 15 nella basilica di San Giovanni Battista a Saint John's. È sepolto nel locale cimitero cattolico del Belvedere.

## Genealogia episcopale
La genealogia episcopale è:
- Cardinale Scipione Rebiba
- Cardinale Giulio Antonio Santori
- Cardinale Girolamo Bernerio, O.P.
- Arcivescovo Galeazzo Sanvitale
- Cardinale Ludovico Ludovisi
- Cardinale Luigi Caetani
- Cardinale Ulderico Carpegna
- Cardinale Paluzzo Paluzzi Altieri degli Albertoni
- Papa Benedetto XIII
- Papa Benedetto XIV
- Papa Clemente XIII
- Cardinale Marcantonio Colonna
- Cardinale Giacinto Sigismondo Gerdil, B.
- Cardinale Giulio Maria della Somaglia
- Cardinale Carlo Odescalchi, S.I.
- Cardinale Costantino Patrizi Naro
- Cardinale Serafino Vannutelli
- Cardinale Domenico Serafini, Cong. Subl. O.S.B.
- Cardinale Pietro Fumasoni Biondi
- Cardinale Ildebrando Antoniutti
- Arcivescovo William Aquin Carew